# Uruguay en los Juegos Olímpicos de Barcelona 1992
Uruguay estuvo representado en los Juegos Olímpicos de Barcelona 1992 por un total de 16 deportistas masculinos que compitieron en 11 deportes.
El equipo olímpico uruguayo no obtuvo ninguna medalla en estos Juegos.